# Dürrbach (Main, Würzburg)
Der Dürrbach ist ein etwa 22 km langer, auf dem längsten Teil seines Weges nur unbeständig Wasser führender Bach im Maindreieck im bayerischen Landkreis Würzburg und weiter abwärts in der kreisfreien Stadt Würzburg des Landes, der nach insgesamt etwa südsüdwestlichem Lauf beim Neuen Hafen von Würzburg von rechts in den Main mündet.
Weiter abwärts hat der Main im baden-württembergischen Freudenberg einen weiteren, deutlich kleineren Zufluss des Namens Dürrbach.

## Verlauf
Der Bach wird am Oberlauf Riedbach genannt und entspringt westlich der Autobahn A 7 und etwa 1,6 km nordöstlich der Ortsmitte von Gramschatz am Nordwesteck des Waldes Lindig auf etwa 313 m ü. NHN. Er fließt in wenig eingetiefter Mulde zwischen Feldern zunächst westsüdwestlich auf Gramschatz zu und passiert das Dorf an seinem Nordwestrand, dabei wird er zwischen den Straßenquerungen der das Dorf verlassenden Arnstadter Straße (St 2294) und Retzstadter Straße (WÜ 8) zu einem ca. 1,0 ha großen Löschweiher aufgestaut. Nach dem See wird er Dürrbach genannt und nimmt zuletzt aus Gramschatz noch den kurzen, unbeständig wasserführenden Hammelbach auf.
Unterhalb von Gramschatz und seiner Kläranlage läuft aus dem Norden ein kurzer Zufluss aus der langen Talrinne Brämigsgraben zu, die größtenteils schon im großen Gramschatzer Wald verläuft, den der Dürrbach, inzwischen etwas eingetieft und mit kleinen Talwindungen, in der Wiesenaue Ochsengraben anschließend südsüdwestwärts durchläuft. Gegen Ende des Waldgebietes mündet von Norden her auf knapp 260 m ü. NHN das Trockental Retzstadter Grund, danach erreicht der Bach durch offene Landschaft Güntersleben. Am Ortsausgang laufen von rechts zwei weitere, diesmal kurze Trockentäler zu, danach fließt der Bach südsüdostwärts an der Kläranlage vorbei, die ihm zusätzliches Wasser spendet. Inzwischen zeigt das tief eingegrabene Tal immer stärkere Mäander.
Etwa einen Kilometer östlich des auf der rechten Randhöhe stehenden Gadheim mündet nach etwa zwei Dritteln des Laufs von links und Nordosten her auf etwa 226 m ü. NHN der ebenfalls unbeständige Augraben, dessen fast zwölf Kilometer lange Talrinne etwas südöstlich des diesem den Namen gebenden Dorfes im Gramschatzer Wald beginnt und bis zum Ende seines mittleren Talabschnitts in geschlossenem Wald verläuft. An diesem Zufluss wechselt der Dürrbach aus dem Landkreis Würzburg ins Stadtgebiet des kreisfreien Würzburg und tritt dabei auf großmaßstäblich südlichem Lauf in ein kleines Waldgebiet vor dem Dorf Oberdürrbach ein, welches der Bach nach dem Wald durchzieht. Beidseits von dessen auf einem rechten Sporn gelegenen Siedlungsteil Hirschlein laufen wiederum zwei kurze Täler von Westen her zu.
Im fast unmittelbar anschließenden Unterdürrbach verschwindet er in einer Verdolung und tritt erst fast 1,5 km später, nach der Talwendung nach Westsüdwesten in der Ortsmitte, wieder an die Oberfläche. Zwischen dem rechten Pfaffenberg und dem links auslaufenden Bergrücken des Steinbergs wendet er sich zuletzt im Stadtviertel Dürrbachaue nach Süden, unterquert die dort im Flusstal laufende B 27 und die Bahnstrecke Würzburg–Aschaffenburg und mündet dann nahe am Becken des Neuen Hafens von Würzburg auf etwa 166 m ü. NHN von rechts in den Main.

## Ökologie
Das Einzugsgebiet des Dürrbachs gehört zum sehr regenarmen Maindreieck, der Bachgrund liegt von Gramschatz bis hinunter nach Unterdürrbach im karstanfälligen Oberen Muschelkalk. Aus beiden Gründen hatte er schon früher eine gemessen am Einzugsgebiet recht geringe Wasserführung, die wohl auch schon seinen Namen motiviert hat. Weil der gewöhnlich unauffällige Bach aber zuzeiten überraschend starkes Hochwasser führte, das man schnell abführen wollte, wurde er besonders im 20. Jahrhundert stark reguliert. Auf langen Abschnitten zeigt er nun das Gepräge eines recht gerade gezogenen Abflussgrabens, ist verbaut, läuft in Betonrinnen oder ist sogar unterirdisch verdolt, ausgenommen den recht naturnahen und fast siedlungslosen Abschnitt im Gramschatzer Wald.
Die Wasserführung hat im Laufe der letzten Jahrzehnte stark abgenommen. Während er in Oberdürrbach in den 1970er und 1980er Jahren fast beständig Durchfluss hatte, lag er dort in jüngster Zeit meist trocken (Stand 2021). Inzwischen wurden Konzepte ausgearbeitet, um besonders am Oberlauf Abschnitte des Bachs zu renaturieren.